# Vålerenga Fotball
A Vålerenga Fotball norvég labdarúgócsapata Vålerenga IF sportegyesület egyik szakosztálya. A klubot 1913-ban alapították, székhelye Oslo.
A csapat stadionja az Ullevaal, korábban a Bislett Stadionban játszott.

## Története

### Kezdetek
A csapat elődjét, a Fotballpartiet Spark-ot 1898-ban alapították, ez 1913-ban Idrettslaget Spring-re változtatta a nevét. Nem sokkal később egy újabb névváltoztatás következett, a klub új neve Vaalerengens Idrættsforening lett.
A Valerengens az oslói bajnokságot négyszer nyerte meg, mielőtt létrejött volna az országos sorozat. Itt első sikerét 1949-ben érte el, ekkor második lett.

### 1960–1980 között
Története során első alkalommal 1965-ben nyert bajnoki címet. Az 1980-as években további három bajnoki címet, valamint egy kupagyőzelmet ért el, továbbá kétszer végzett a második, egyszer a harmadik helyen.

### 1990-es évek
A csapat 1990-ben, 14 első osztályú szezon után kiesett. 1992-ben a másodosztályból való kiesés is reális veszély volt a Vålerenga számára, ám végül egy 3–0-s győzelemmel sikerült bent maradniuk. 1994-ben feljutott, azonban 1996-ban ismét búcsúzni kényszerült. 1997-ben megnyerte a másodosztályt, valamint a kupát is, így ismét feljutott az első osztályba.

### 2000–2004
Az első osztályú tagság csak pár évig tartott, ugyanis 2000-ben elveszítette az osztályozót a Sogndal ellen, és ismét kiesett. 2002-ben sikerült kivívni a feljutást. A feljutás utáni első szezon nem sikerült jól, csak a 11. helyen zárt, így ismét osztályozóra kényszerült. A Sandefjord ellen a mérkőzés 0–0-ra végződött, majd a tizenegyespárbajban végül a Vålerenga diadalmaskodott, így a legmagasabb osztályban maradhatott.
2004-ben a csapat nagyot fejlődött, és a bajnokaspiráns Rosenborg legkomolyabb vetélytársa volt. Egészen az utolsó fordulóig nyílt volt a bajnoki cím sorsa, a két csapat azonos pontszámmal állt az élen. Ekkor a Vålerenga a Stabæket 3–0-ra, a Rosenborg a Lynt, a Vålerenga városi riválisát 4–1-re győzte le. A bajnoki cím így a Rosenborgé lett, de sem a győzelmek száma, sem a gólkülönbség alapján nem lehetett dönteni, a Vålerenga csupán eggyel kevesebb szerzett gólja miatt szorult a második helyre.

### 2005
Miután a szezon előtt kiderült, hogy a Rosenborg nem lesz esélyes a bajnoki címre, mindenki a Vålerengá-tól várta a végső győzelmet. A szezon során meglepetésre az újonc Start volt az oslói csapat legnagyobb ellenfele. A forgatókönyv ebben a szezonban is hasonlóan alakult, az utolsó forduló előtt mindkét csapat azonos pontszámmal állt az élen, viszont a Startnak valamivel jobb volt a gólkülönbsége. Az utolsó fordulóban a Start a Fredrikstadot fogadta, míg a Vålerenga az Odd Grenlandhoz látogatott. A Start hazai pályán végül 3–1-re kikapott, a Vålerengá-nak viszont sikerült egy döntetlent kiharcolnia az Odd otthonában, így egy pont előnnyel megszerezte ötödik bajnoki címét, megszakítva ezzel a Rosenborg 13 éves egyeduralmát.

### 2006 óta
A 2006-os szezon nem indult jól a címvédő számára, tíz forduló után mindössze öt szerzett ponttal a tabella utolsó helyén szerénykedett. Ezután javulás következett, a szezon felénél már a hatodik helyen állt. Nyáron több rossz eredmény követte egymást, kikapott a városi rivális Lyntől, emellett a Bajnokok Ligájából is kiesett, a cseh Mladá Boleslav 5–3-as összesítéssel jutott tovább. Miután a következő hét mérkőzésen a csapat ötször is vereséget szenvedett, Kjetil Rekdal bejelentette lemondását. Helyére addigi segítője, Petter Myhre került. Vele jobban szerepelt, az utolsó 10 fordulóban a megszerezhető 30 pontból a csapat 25-öt megszerzett, végül a dobogó legalsó fokára állt fel. Ezzel kvalifikálta magát az UEFA-kupába, valamint a Royal League-be is.

## Jelenlegi keret
2022. augusztus 31. szerint.
| #  |     | Poszt | Név                    |
| -- | --- | ----- | ---------------------- |
| 2  | NOR | V     | Christian Borchgrevink |
| 3  | NOR | V     | Brage Skaret           |
| 4  | NOR | V     | Jonatan Tollås         |
| 5  | MKD | V     | Leonard Zuta           |
| 6  | NOR | V     | Vegar Eggen Hedenstad  |
| 7  | NOR | KP    | Fredrik Oldrup Jensen  |
| 8  | NOR | KP    | Henrik Bjørdal         |
| 9  | NOR | CS    | Torgeir Børven         |
| 10 | NOR | CS    | Osame Sahraoui         |
| 11 | TUN | CS    | Amor Layouni           |
| 14 | NOR | CS    | Henrik Udahl           |
| 15 | NOR | KP    | Odin Thiago Holm       |

| #  |     | Poszt | Név                                            |
| -- | --- | ----- | ---------------------------------------------- |
| 16 | NOR | KP    | Mathias Johnsrud Emilsen                       |
| 17 | NOR | CS    | Tobias Christensen                             |
| 19 | NOR | CS    | Seedy Jatta                                    |
| 20 | NOR | KP    | Magnus Bech Riisnæs                            |
| 21 | NOR | K     | Magnus Smelhus Sjøeng                          |
| 23 | ISL | V     | Brynjar Ingi Bjarnason                         |
| 24 | NOR | KP    | Petter Strand                                  |
| 27 | NOR | CS    | Jacob Eng                                      |
| 44 | NOR | V     | Stefan Strandberg                              |
| —  | NOR | K     | Sondre Rossbach (kölcsönben az Odd csapatától) |
| —  | NOR | V     | Simen Juklerød                                 |

## Külső hivatkozások
- Hivatalos weboldal
- Vålerenga Fotball På Nett - Hírek
- Klanen - hivatalos szurkolói oldal